# Beautiful Awakening
Beautiful Awakening (En español: Bello Despertar) es el tercer álbum de estudio de la cantante estadounidense Stacie Orrico. Fue lanzado el 14 de agosto de 2006 por Virgin Records. El álbum nunca fue lanzado en Estados Unidos.

## Antecedentes
Orrico escribió las canciones para la interpretación instrumental y acústico: "Quiero realizar la música del alma Eso es lo que suena a verdad para mí Y la verdad, la honestidad, y la vulnerabilidad siempre llegar a la cima..."

## Lista de canciones
1. "So Simple" – 3:48
2. "I'm Not Missing You" – 4:12
3. "Dream You" – 3:27
4. "Easy To Luv You" – 4:29
5. "Save Me" – 4:06
6. "Take Me Away" – 3:17
7. "Babygirl" – 3:37
8. "Wait" – 3:29
9. "Is It Me" – 4:01
10. "Don't Ask Me To Stay" – 4:17
11. "I Can't Give It Up" – 4:32
12. "Beautiful Awakening" – 4:25

Edición Japonesa
1. "Frustrated" – 3:53
2. "Brush 'Em Off" (feat. Novel)" – 4:20

iTunes Reino Unido/Europa/Australia
1. "Addictive" – 4:03

Wal-Mart Exclusive
1. "Tantrum" – 4:51

Edición Americana
1. "Frustrated" – 3:53
2. "Tantrum" – 4:51
3. "I'm Not Missing You (Full Phatt Underground Remix)" - 4:13
4. "Addictive" – 4:03

## Producción
- Director Creativo: Stacie Orrico
- Productor: Dallas Austin y Novela, Bastiany, KayGee & Terence "tramp Baby" Abney, The Underdogs, She'kspere, Lashaunda "babygirl" Carr, Trendsettas, Track & Field, Stacie Orrico, Dent
- Productores: Stacie Orrico, Tiffany Palmer, Carlos Ricketts
- Ingenieros: Dwayne Bastiany, Anthony Dent, Rob Herrera, Carlton Lynn, Rick Sheppard, Josh Wilbur
- Asistente de ingenieros: Yvan Bing, Chris Jenkins, Graham Marsh
- Diseño de sonido: Rick Sheppard
- Instrumentación: Dwayne Bastiany, Anthony Dent
- Mezcla: Josh Wilbur, Carlton Lynn, Greg Precio
- Programación: Dwayne Bastiany, Anthony Dent
- Masterización: Herb Potencias
- A & R: Michelle Ryang
- Estilista: Dawn Boonyachlito

## Posicionamiento
| Año  | Listas                          | Posición | Venta                  | Certificado |
| ---- | ------------------------------- | -------- | ---------------------- | ----------- |
| 2006 | Austria Album Chart             | 61       |                        |             |
| 2006 | Alemania Album Chart            | 51       |                        |             |
| 2006 | Japón Albums Chart              | 8        | 100 000 (100k Shipped) | Oro         |
| 2006 | Switzerland Albums Top 100      | 39       |                        |             |
| 2006 | Philippine Album Chart          | 1        | 25 000                 | Platino     |
| 2006 | UK Albums Chart                 | 64       | 10 000 (est)           |             |
| 2006 | The Official UK R&B Album Chart | 15       |                        |             |
| 2007 | Venezuela chart                 | 7        |                        |             |